# 黑顶娇鹟
，是雀形目霸鹟科的一种鸟类。

## 特征
黑顶娇鹟体重约15克，翼长约72毫米，喙宽度约4.3毫米，喙厚度约5毫米，嘴峰长约11.4毫米，跗蹠长约17.7毫米，尾长约50.4毫米。
黑顶娇鹟是留鸟，栖息在森林，它们是植食性动物，主要以植物的果实为食。它们分布在从巴西东南部的里约热内卢到阿根廷东北部的区域。